# Lathar
Le Lathar est un véhicule militaire léger tout-terrain non-blindé de transport tactique espagnol utilisé par les forces spéciales. Ils sont aérotransportables. Il est fabriqué par l'entreprise espagnole VT Proyectos.

## Description
Ces modèles sont semblables au véhicule AGF Serval et basé sur le Nissan Patrol. 2 exemplaires peuvent être placés dans un hélicoptère Boeing CH-47 Chinook ou 1 transporté par élingage, trois dans le CASA C-295.

## Utilisateurs

### Militaires
- Espagne Le Lathar véhicule léger de reconnaissance pour forces spéciales a été vendu à 10 exemplaires à l'armée espagnole[3] en 2016 pour le Commandement des opérations spéciales (Espagne)[4] sur la base du Nissan Patrol qui remplaceront ou complèteront le véhicule unique Jankel Fox[5]. Il est remplacé ou complété par le véhicule Neton dès 2020.

## Véhicules comparables
- Jankel (entreprise) Fox
- Neton
- AGF Serval
- Polaris RZR